# Iwan Alexandrowitsch Foullon

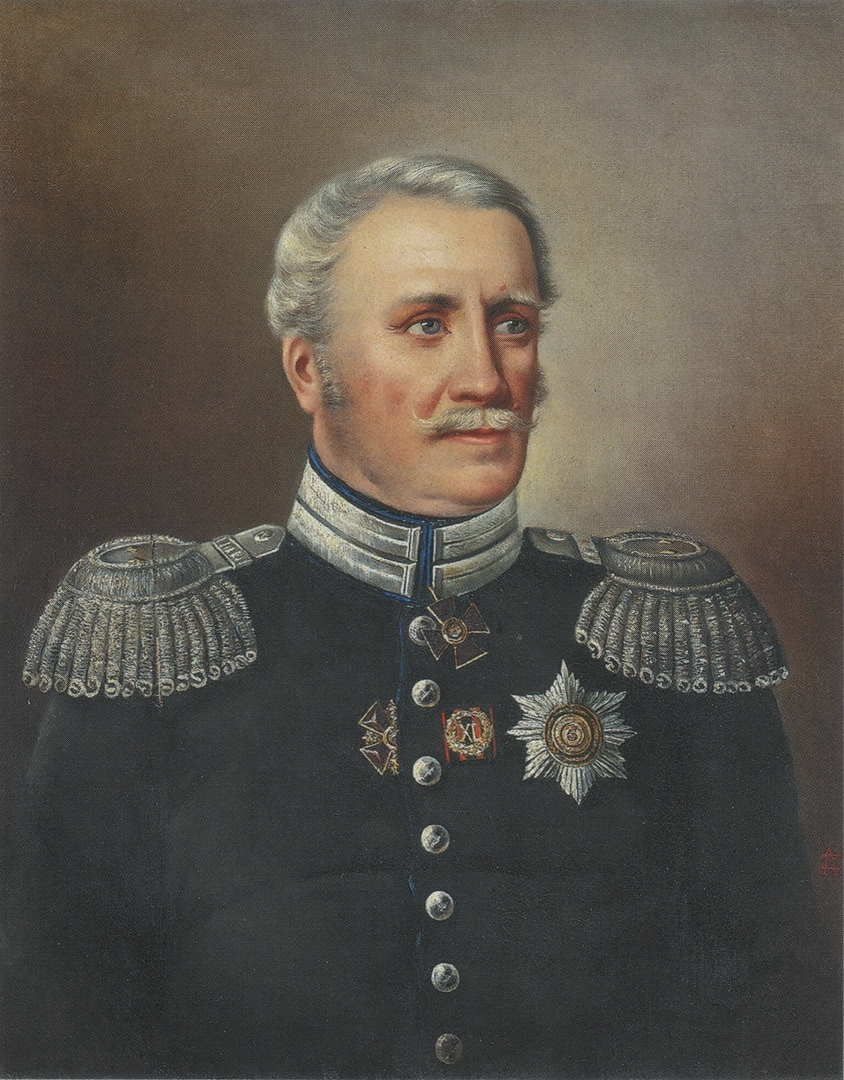
Iwan Alexandrowitsch Foullon

Iwan Alexandrowitsch Foullon (russisch Иван Александрович Фуллон; * 1793 in St. Petersburg; † 21. Julijul. / 2. August 1855greg.) war ein russischer Bergbauingenieur.

## Leben
Foullon, Sohn des Bergbauingenieurs Alexander Andrejewitsch Foullon und Enkel des französischen Kaufmanns André Foullon, trat 1808 in den Bergbau-Dienst als Gouvernementssekretär für das Amt der Olonezer Bergbau-Betriebe. Noch im selben Jahr wurde er in die Kanzlei der Staatskasse im Verwaltungsamt des Finanzministeriums in St. Petersburg versetzt und zum Senatsregistrator befördert. 1809 wurde er in das Bergbau-Departement des Finanzministeriums versetzt.
1810 kehrte Foullon als Buchhalter des Hauptkontors in die Olonezer Bergbau-Betriebe zurück. Er wurde im Juli 1813 Berggeschworener (12. Bergrangklasse), im Dezember 1813 Hüttenverwalter (10. Bergrangklasse) und im Dezember 1815 Markscheider (9. Bergrangklasse, die Titel waren wörtlich aus dem Deutschen ins Russische übernommen worden).
1819 wurde Foullon Geschäftsführer des Hauptkontors der Olonezer, St. Petersburger und Kronstädter Betriebe. 1824 folgte die Ernennung zum Oberhüttenverwalter  (8. Bergrangklasse). 1825 wirkte er als Kommissar am Aufbau der St. Petersburger Alexander-Gießerei mit. 1828 wurde er Oberbergmeister (7. Bergrangklasse).
1832 wurde Foullon Assistent des Chefs der Ischora-Maschinenbau-Betriebe in Kolpino für den wirtschaftlichen und technischen Teil. 1834 wurde er aus dem Bergbau-Amt in das Schiffbauingenieurkorps des Marine-Amts versetzt mit Beförderung zum Oberstleutnant und zwei Wochen später zum Oberst. 1842 kehrte er in das Bergbau-Amt zurück und wurde Chef der Alexander-Gießerei. Als das Amt der Hauptverwaltung für Verkehr 1844 die Alexander-Gießerei übernahm, wurde er Mitglied des Rats und des Wissenschaftlichen Komitees des Bergbauingenieur-Korps. 1846 wurde er zum Generalmajor ernannt.
1849 wurde Foullon in den Ural geschickt, um die technischen Einrichtungen der dortigen Berg- und Hüttenwerke zu überprüfen. In seinem Bericht schlug er Verbesserungen vor, die dem Kaiser vorgelegt und angenommen wurden. Im selben Jahr wurde er Direktor des Departements für Bergbau und Salz-Angelegenheiten des Finanzministeriums als Nachfolger Friedrich Begers und leitete es bis zu seinem Tode. Foullons Nachfolger wurde Alexander Rodionowitsch Gerngroß.
Foullon war in zweiter Ehe mit der Lutheranerin Ferdinanda Christianowna Foullon verheiratet und hatte einen Sohn Alexander (* 1852).

## Ehrungen
- Orden des Heiligen Wladimir III. Klasse
- Russischer Orden der Heiligen Anna II. Klasse
- Sankt-Stanislaus-Orden I. Klasse